# Kretowór południowy
Kretowór południowy, kret workowaty (Notoryctes typhlops) – gatunek ssaka z rodziny kretoworowatych (Notoryctidae). Gatunek znany nauce od 1888 roku, ale nadal bardzo słabo poznany.

## Taksonomia
Gatunek po raz pierwszy zgodnie z zasadami nazewnictwa binominalnego opisał w 1889 roku australijski zoolog i paleontolog Edward Charles Stirling nadając mu nazwę Psammoryctes typhlops. Miejsce typowe to Indracowie Station, 100 mi (161 km) od Charlotte Waters Telegraph Station, środkowa Australia.
Okazy z okolic Ooldea w południowej części występowania są średnio większe pod względem zewnętrznych wymiarów ciała i czaszki niż te z okolicy gatunku typowego w środkowej Australii, a stopień zróżnicowania między dwiema populacjami regionalnymi jest również wskazany przez niepublikowane dane dotyczące sekwencji mitochondrialnych. Potrzeba więcej prac, aby rozstrzygnąć znaczenie taksonomiczne tych kontrastów i relacji między dwoma obecnie uznawanymi gatunkami w obrębie rodzaju Notoryctes. Autorzy Illustrated Checklist of the Mammals of the World uznają ten gatunek za monotypowy. 

### Etymologia
- Notoryctes: gr. νοτος notos ‘południe’; ορυκτηρ oruktēr, ορυκτηρος oruktēros ‘kopacz’[8].
- typhlops: gr. τυφλος tuphlos ‘ślepy’[9]; ωψ ōps, ωπος ōpos ‘wzrok, twarz’[10].

## Zasięg występowania
Kretowór południowy występuje na piaszczystych pustyniach środkowej Australii (południowe Terytorium Północne, południowo-wschodnia Australia Zachodnia i zachodnia Australia Południowa), w tym fragmenty Wielkiej Pustyni Wiktorii, Tanami i Wielkiej Pustyni Piaszczystej oraz ewentualnie części Pustyni Simpsona; występuje również na piaszczystych obszarach w obrębie pustynnych wyżyn wokół Alice Springs w południowym Terytorium Północnym.

## Morfologia
Długość ciała (bez ogona) 11–14 cm, długość ogona 2–2,5 cm; masa ciała 50–60 g. Budowa kreta workowatego wykazuje szereg adaptacji do życia pod ziemią. Sierść biała lub żółta do czerwonawej, delikatna. Kończyny przednie silnie rozwinięte, na 3 i 4 palcu dłoni silnie rozwinięte pazury. Silnie zredukowane oczy są pokryte skórą, brak zewnętrznych uszu.

## Tryb życia
Poza okresem rozrodu prowadzi samotniczy tryb życia. Porusza się w piasku jak pływak w wodzie, nie drążąc korytarzy – piasek zapada się za nim. Bardzo rzadko wychodzi na powierzchnię, w razie zagrożenia szybko chowa się w piasku.

## Odżywianie
Żywi się owadami (mrówki i ich jaja, termity), małymi gadami i dżdżownicami.

## Zagrożenia
Faktyczny stan gatunku i jego potencjalnych zagrożeń pozostaje słabo poznany. W 1996 IUCN zaliczył kreta workowatego do kategorii gatunków zagrożonych wyginięciem (EN), jednak w 2008 uznano, że brak wystarczających danych o liczebności populacji i zagrożeniach.